# Адана Алпарслан Турецкий университет науки и технологий
Адана Алпарслан Турецкий университет науки и технологий — государственный университет, основанный в 2011 году в городе Адана, Турция. Университет был учрежден Законом № 6218, принятым Великим Национальным Собранием Турции 31 марта 2011 года.
В 2019 году название университета было официально изменено с Университета науки и технологий Аданы на Адана Алпарслан Турецкий университет науки и технологий.
В соответствии с указом Совета по высшему образованию было решено специализировать университет в области авиационных и космических наук. В связи с этим, к северо-западу от кампуса была построена взлетно-посадочная полоса для беспилотных летательных аппаратов длиной 240 м.

## Академические программы
Университет предлагает ряд программ бакалавриата, магистратуры и доктарантуры в области науки и техники. Он оснащен современным оборудованием и лабораториями для поддержки научно-исследовательской деятельности. Учреждение уделяет значительное внимание сотрудничеству с промышленными предприятиями и другими университетами как внутри страны, так и за рубежом, чтобы расширить свои образовательные и исследовательские возможности.

### Факультеты

#### Факультет компьютерной информатики
- Компьютерная инженерия
- Программная инженерия
- Инженерия искусственного интеллекта

#### Инженерный факультет
- Биоинженерия
- Электротехника
- Промышленная инженерия
- Инженерия Энергетических систем
- Пищевая инженерия
- Строительная инженерия
- Горные науки
- Машиностроение
- Материаловедение

#### Факультет менеджмента
- Бизнес
- Международная торговля и финансы
- Информационные системы управления
- Менеджмент туризма

#### Факультет политических наук
- Политология и государственное управление
- Международные отношения

#### Факультет авиации и космонавтики
- Аэрокосмическая техника

#### Факультет архитектуры и дизайна
- Архитектура

#### Факультет гуманитарных и социальных наук
- Психология
- Турецкий язык и литература
- Письменный и устный перевод

### Колледжи
- Колледж иностранных языков

### Институты
- Высшая школа образования

### Центры
- Центр перевозки технологий, Центр приложений и исследований
- Центр применения и исследований передовых технологий
- Центр приложений и исследований планирования карьеры
- Центр приложений и исследований женских исследований
- Центр приложений и исследований непрерывного образования
- Турецкий центр прикладных исследований и преподавания
- Центр приложений и исследований дистанционного образования

### Образование на английском языке
Университет входит в число 5 пилотных университетов Турции, определенных Британским Советом по «Программе повышения качества английского языка в сфере высшего образования», разработанной для высших учебных заведений. Он также предоставляет образование на английском языке, аккредитованное «Pearson Assured» и, следовательно, обеспечивающее гарантию качества. Университет предоставляет образование на 100% на английском языке, за исключением нескольких факультетов.
- Компьютерная инженерия (100% английский)
- Программная инженерия (100% английский)
- Инженерия искусственного интеллекта (100% английский)
- Биоинженерия (100% английский)
- Электротехника – электроника (100% английский)
- Промышленная инженерия (100% английский)
- Инженерия энергетических систем (100% английский)
- Пищевая инженерия (турецкий)
- Гражданское строительство (100% английский)
- Горное дело (100% английский)
- Машиностроение (100% английский)
- Материаловедение и инженерия (100% английский)
- Бизнес-администрирование (100% английский)
- Международная торговля и финансы (100% английский)
- Информационные системы управления (100% английский)
- Менеджмент туризма (100% английский)
- Политология и государственное управление (100% английский)
- Международные отношения (100% английский)
- Аэрокосмическая инженерия (100% английский)
- Архитектура (турецкий)
- Письменный и устный перевод (100% английский)

### Библиотека[7]
Библиотека университета имеет более 27 000 печатных ресурсов, а также 66 500 электронных журналов, 240 000 электронных книг и более 20 000 электронных аудиокниг. Существует также 41 электронная база данных и печатные журналы, посвященные культуре, искусству, литературе и науке.

### Отделы, входящие в состав ректората
- Кафедра принципов Ататюрка и истории революции
- Кафедра турецкого языка

### Студенческие общества
На базе кафедры Здравоохранения, Культуры и Спорта университета действуют более двадцати активных сообществ.
| Студенческие общества |

| Студенческие общества |